# Poupartia castanea
Poupartia castanea är en sumakväxtart som först beskrevs av John Gilbert Baker, och fick sitt nu gällande namn av Adolf Engler. Poupartia castanea ingår i släktet Poupartia och familjen sumakväxter. Inga underarter finns listade i Catalogue of Life.